# 黄甲铺乡
黄甲铺乡，是中华人民共和国湖南省常德市桃源县下辖的一个乡镇级行政单位。

## 行政区划
黄甲铺乡下辖以下地区：
乾元寺村、灵岩寺村、街头坪村、长寿寺村、杨家庄村、汪家山村、黄甲村和枫岭村。